# Petty Rocks
Die Petty Rocks (von englisch petty ‚klein, unbedeutend, belanglos‘, in Argentinien gleichbedeutend Rocas Pequeñas) sind eine Gruppe kleiner Klippenfelsen vor der Loubet-Küste des Grahamlands auf der Antarktischen Halbinsel. Sie liegen 5 km südöstlich des Kap Sáenz im Zentrum des westlichen Abschnitts des Bigourdan-Fjords.
Die erste grobe Kartierung nahmen Teilnehmer der British Graham Land Expedition (1934–1937) unter der Leitung des australischen Polarforschers John Rymill vor. Der Falkland Islands Dependencies Survey präzisierte dies im Jahr 1948 und benannte sie nach ihrer geringen Größe.